# Петров, Роман Владимирович
Роман Владимирович Петров (род. 1970) — мастер спорта Республики Казахстан международного класса (подводный спорт).

## Карьера
- Две бронзовые медали чемпионата Мира 1998 года.
- Победитель и призёр Кубков Мира 1993, 1998 годов.
- Серебряный призёр международного марафона по плаванию в ластах 1998 года.